# Kozaczyj Jar
Kozaczyj Jar (ukr. Козачий Яр) – wieś na Ukrainie, w obwodzie odeskim, w rejonie podolskim, w hromadzie Lubasziwka. W 2001 liczyła 242 mieszkańców.